# Praça Dante Alighieri

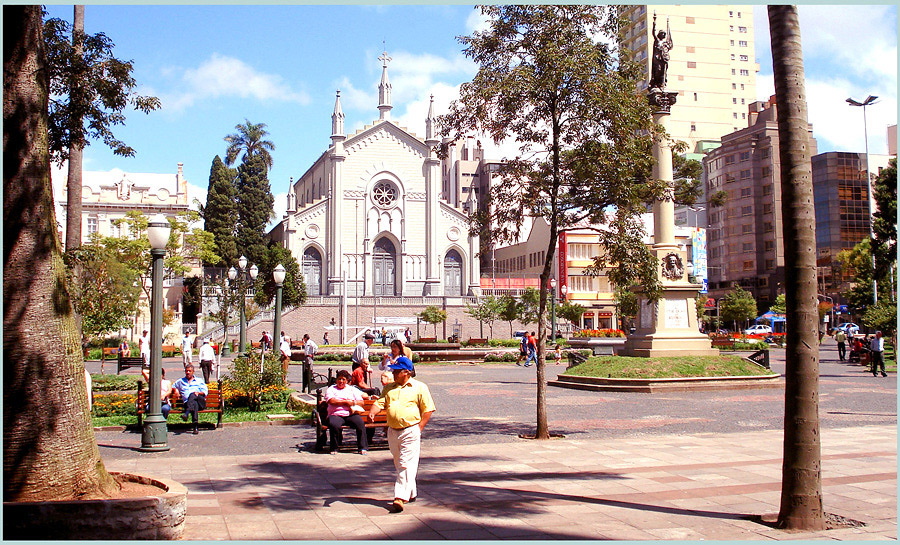
Vista parcial da Praça Dante Alighieri, com a Catedral ao fundo e a estátua da Liberdade à direita

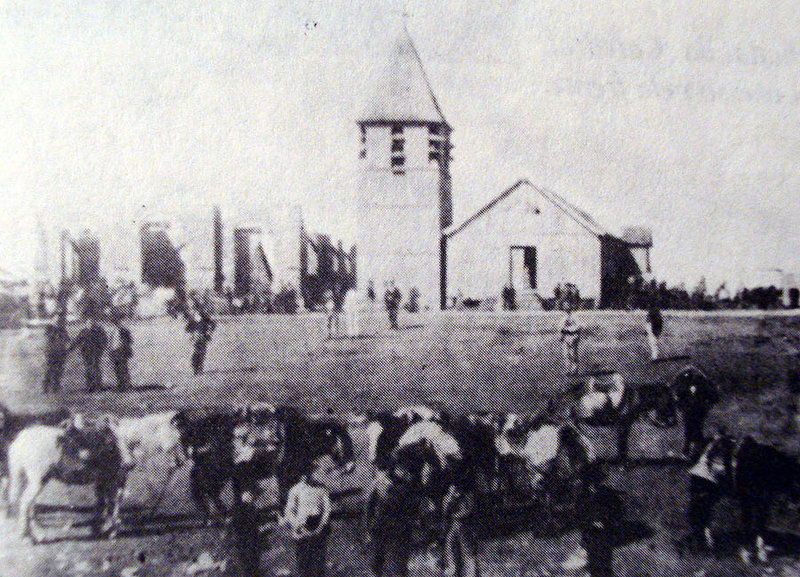
Vista da Praça Dante no final do século XIX, com a primeira Matriz.

A Praça Dante Alighieri é o logradouro público mais antigo e tradicional de Caxias do Sul, no Rio Grande do Sul, no Brasil, estando localizada no coração da cidade. Foi definida na planta da colônia desde os primórdios da ocupação do território e foi o cenário de inúmeros eventos importantes, possuindo em seu entorno diversos edifícios históricos de grande relevo.

## História
A criação de uma praça em Caxias do Sul estava prevista desde a fundação da colônia italiana em 1875, no mesmo local onde hoje se encontra. Em sua origem sua topografia era outra, sendo um largo bastante mais elevado do que é hoje. Até 1880 não há notícia de benfeitorias, a área era apenas um quadrado de terra batida e a urbanização incipiente no entorno avançava indevidamente sobre alguns de seus trechos. Essas estruturas foram removidas em 1882, após a aprovação de uma reforma do plano de ocupação do solo urbano, que incluiu a retificação das suas ruas delimitantes.
Logo em seguida começaram as obras de urbanização, com a construção de alguns balaústres para cercamento, e ao redor começaram a ser erguidos em definitivo prédios comerciais, hotéis e casas recreativas, formando o embrião do atual Centro Histórico de Caxias do Sul. Na área da praça se instalaram alguns quiosques para venda de bebidas e petiscos diversos, e o local também recebia circos e quitandas, definindo-se como um ponto de encontro e confraternização da população.

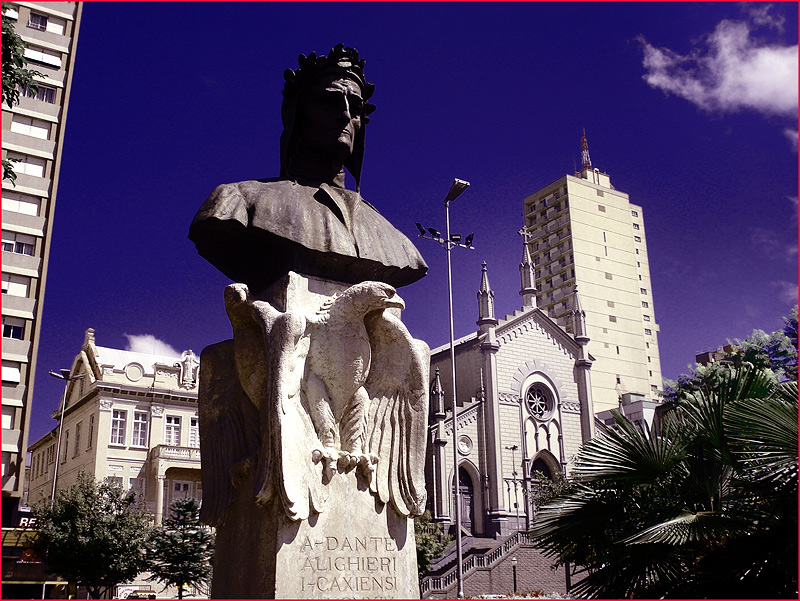
Monumento a Dante Alighieri

Na administração de José Penna de Moraes elaboraram-se planos para melhoramentos, sendo rebaixado o seu nível com a remoção de 1.200 m³ de rochas. Foi ajardinada, recebeu bancos e cerca, um muro de contenção no alinhamento da rua Júlio de Castilhos, calçaram-se os passeios do entorno, e foram instalados os monumentos a Júlio de Castilhos, obra de Prosperi, e a Dante Alighieri, trabalho do italiano Eugenio Bellotto. Também foi erguido um coreto para discursos de autoridades e apresentações de banda].
Em 1917 recebeu o Chalé Municipal, uma réplica em alvenaria dos tradicionais quiosques de madeira, com um bar, restaurante e salas de jogos. Em 1922, no centenário da Independência do Brasil, foi inaugurado um monumento à Liberdade, com uma estátua de autoria de Michelangelo Zambelli e pedestal de Silvio Toigo. Em 1927 iniciaram-se outras obras de nivelamento e benfeitorias, que se prolongaram até 1940, e incluíram um novo ajardinamento com profusão de roseiras, a construção de um chafariz e o calçamento das alamedas com mosaico de pedra. Entretanto, em 27 de agosto de 1933, defronte à Catedral, lançou-se a pedra fundamental do monumento ao Duque de Caxias.
Durante a II Guerra Mundial, com a onda de xenofobia que grassou pelo Brasil, o nome da praça foi alterado para Praça Rui Barbosa, após violentas manifestações populares. Na década de 1970 foi instalado um novo chafariz e a praça foi ampliada, absorvendo um trecho da avenida Júlio de Castilhos, transformado em calçadão. Em 1990 o poder público propôs a reabilitação da memória de Dante Alighieri, restaurando a antiga denominação da praça, o que ocorreu em 12 de junho. No início do século XXI o trecho do calçadão foi novamente aberto ao tráfego de veículos, e o logradouro foi completamente reajardinado.

## Conservação
Pela sua antiguidade, e por ter desde o início da colonização sido o palco de uma série de eventos marcantes na vida comunitária, inclusive sediou várias das primeiras Festas da Uva, a praça está carregada de memórias e tradições, as quais, no entanto, estão sendo rapidamente perdidas diante do progresso acelerado que a cidade experimenta, recebendo, além disso, uma grande população nova oriunda de outras regiões, para a qual a história da cidade, intimamente ligada à imigração italiana, pouco diz respeito diretamente.
A praça preserva atualmente uma configuração geral bastante próxima daquela estabelecida nos anos 1940, mas o seu entorno de prédios históricos sofreu profunda descaracterização ao longo do século XX, perdendo-se edifícios notáveis como a antiga sede do Banco Nacional do Comércio, o Hotel Pezzi e a primeira sede da Intendência, e nas últimas décadas os seus remanescentes foram ainda mais descaracterizados por reformas arbitrárias e por grandes placas publicitárias instaladas nas fachadas, ocultando grande parte de seus elementos.
No entanto, a Municipalidade tem desenvolvido alguns programas de revitalização, como o Caminhos da Memória, que incluem a praça, existe legislação protegendo a arquitetura com mais de 50 anos de idade, vários imóveis do entorno foram tombados, foi aprovada legislação minimizando os impactos da poluição visual nos edifícios do Centro Histórico e lentamente a população parece estar despertando para a importância da preservação do patrimônio local, embora ainda muito trabalho neste sentido ainda precise ser feito para impedir que novas descaracterizações ocorram, como as que recentemente sofreram a Catedral e a Casa Canônica, os dois mais relevantes edifícios históricos que ainda sobrevivem no entorno, e que ainda não receberam o benefício do tombamento.
A praça ainda preserva diversas placas comemorativas a cidadãos ilustres caxienses e eventos importantes, bem como o Marco Zero da cidade. Outros edifícios significativos do entorno são a Casa Scotti, a Casa Sassi e a sede social do Clube Juvenil.

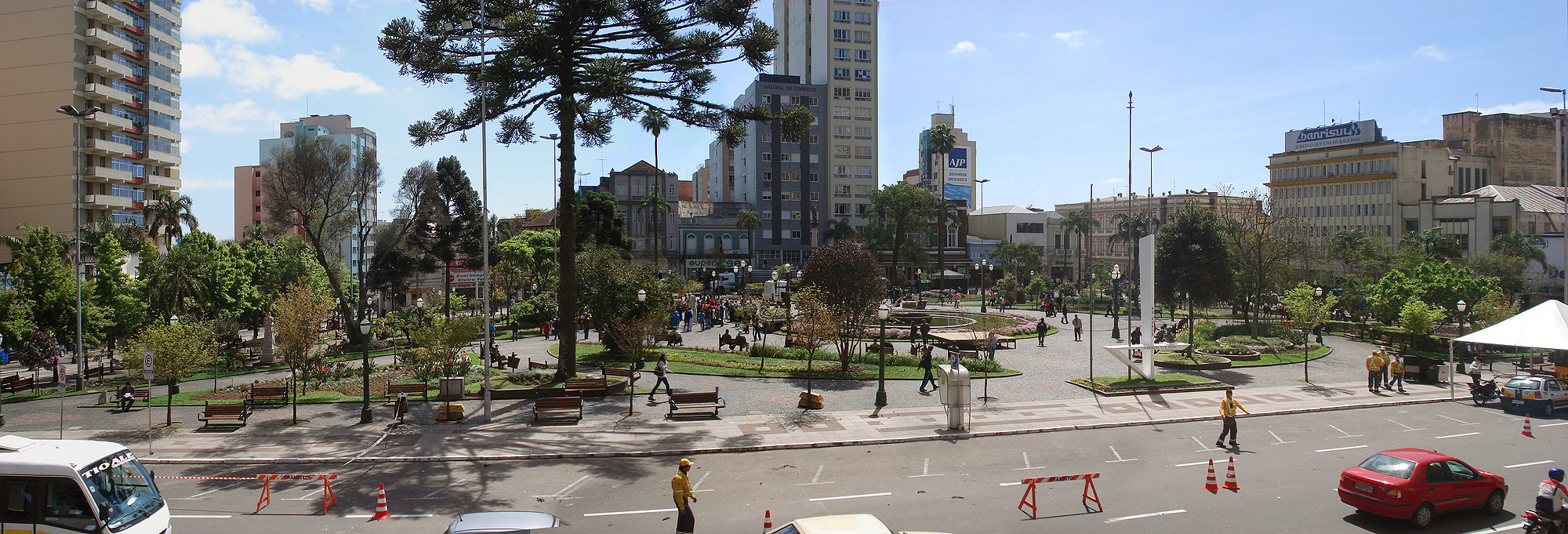
Panorâmica da Praça vista de cima das escadas da Catedral

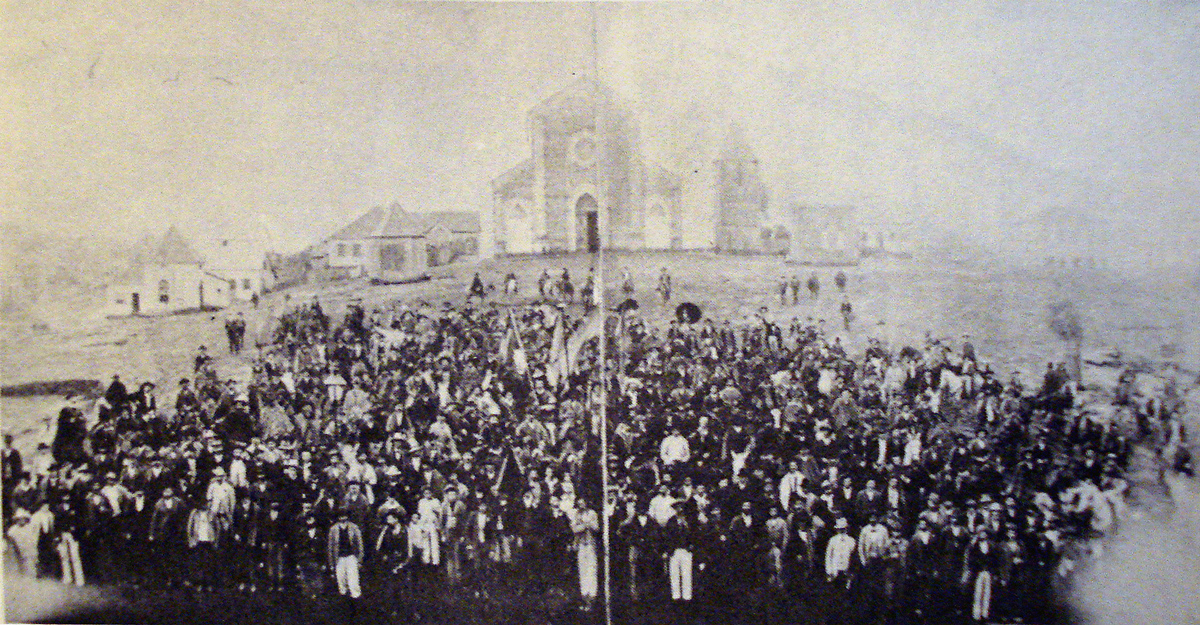
Comício eleitoral em 1902.
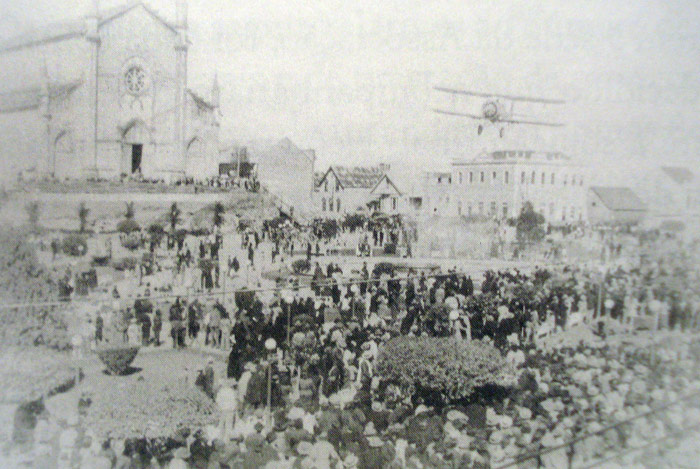
Manifestações pró-Estado Novo em 1937.
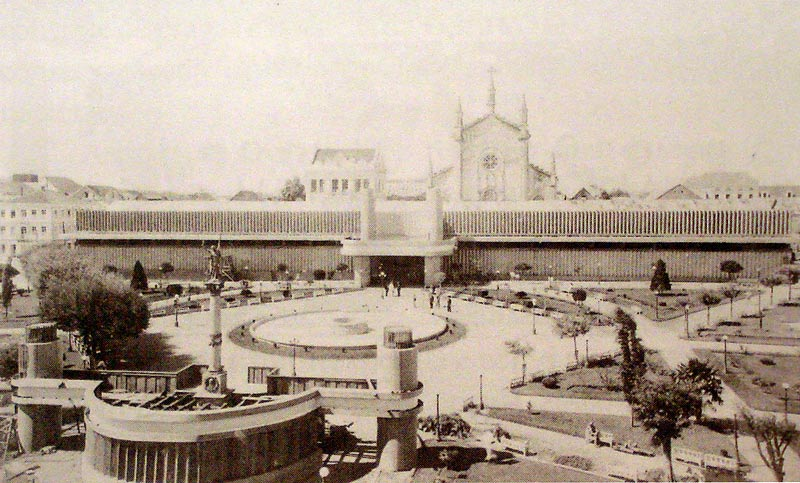
Os pavilhões da Festa da Uva montados na Praça Dante em 1937.
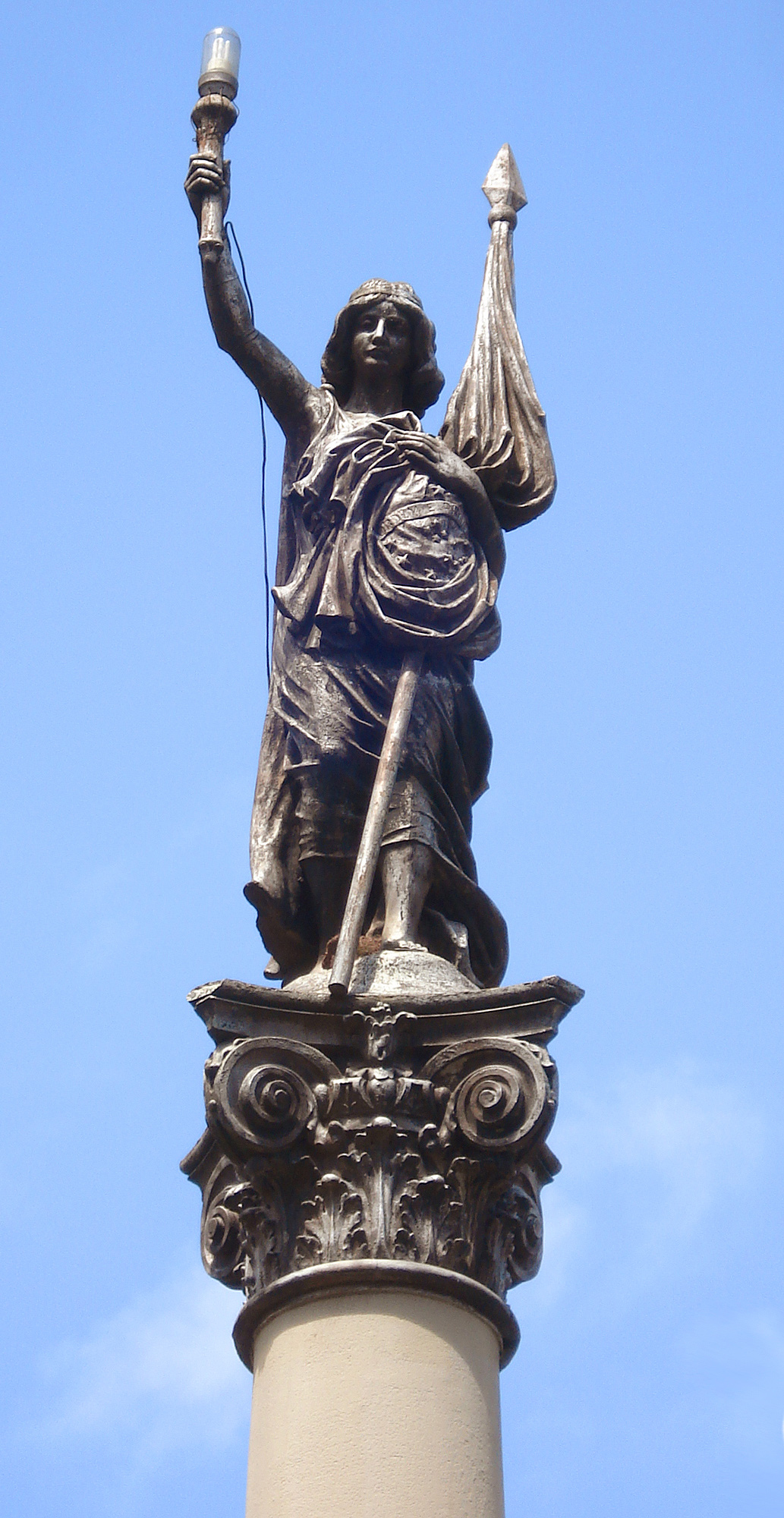
A Estátua da Liberdade, criada por Michelangelo Zambelli.